# Koruko Ama Birjinaren Eskola
 (novembre 2013).
Le Koruko Ama Birjinaren Scholla Cantorum, qui en 1976 a adopté son nom actuel, Koruko Ama Birjinaren Eskola, et aujourd'hui communément connue comme Eskola, est une association artistique et culturelle basque fondée en 1940 à Saint-Sébastien par Juan Urteaga. Initialement, composée par une chorale, une compagnie de danse émergea. Dans les années 1960, un orchestre fut créé et ce dernier joua avec la compagnie de danse. Les trois groupes sont toujours actifs aujourd'hui. La première représentation de l'association a eu lieu à Pâques, le 10 avril 1940, date de fondation d'Eskola.
Eskola est membre de l'Union des Danseurs Basques, dans la division de l'Union des Danseurs Basques du Guipuscoa.

## Chorégraphies
- Aingerutxo
- Amaia Opera
  - Musique : Ezpata-dantza de l'opéra Amaia (Jesus Guridi)
- Ametsak
  - Chorégraphie : Josetxo Fuentes
  - Musique : traditionnelle
  - Chorégraphie sur la base des activités de la compagnie d'échanges commerciaux du XVIIIe siècle Real Compañía Guipuzcoana de Caracas (2 actes).
- Arin-arina
- Balea
  - Musique : Balearen bertsoak (Benito Lertxundi)
- El caserío
  - Chorégraphie : Josetxo Fuentes
  - Musique : El caserío: preludio acto II (Jesús Guridi)
  - Chorégraphie composé pour le prologue de la 2e acte de la Zarzuela El Caserio.
- Donostiako Martxa
  - Chorégraphie : Josetxo Fuentes
  - Musique : Raimundo Sarriegui
- Donostiako Martxa Zaharra
  - Chorégraphie : Josetxo Fuentes
  - Musique : Jose Juan Santesteban
  - Marche du Zortziko officielle existant à Saint-Sébastien au XIXe siècle
- Erriberako jota
  - Musique : Jota Navarra (Enrique Zelaia)
- Erromeria
  - Musique : traditionnelle/Sergio Garzes
- Euskal Musikaren Gorespena
  - Musique : Euskal Musikaren Gorespena (José Uruñuela)
- Eusko Irudiak
  - Musique : Euzko irudiak: ezpata-dantza (Jesus Guridi)
- Fandangoa
  - Chorégraphie : Josetxo Fuentes
  - Musique : traditionnelle
  - Basée sur le championnat de danse à couple suelto qui a lieu chaque année à Segura (Guipuscoa).
- Guernica
  - Chorégraphie : Josetxo Sources
  - Musique : Pablo Sorozábal
  - Basée sur le Bombardement de Guernica le 26 avril 1937
- Herribehera
  - Chorégraphie : Josetxo Fuentes
  - Musique : Herribehera (Benito Lertxundi)
  - Danse traditionnelle composée de deux parties: dans la première, les danseurs doivent représenter les lits de l'écu de Navarre ; dans la deuxième partie, les danseurs représentent l'écu de Navarre.
- Hirugarren Hegoa
  - Musique : Txoria txori (parole: Joxean Artze; musique: Mikel Laboa)
- Hotsean
  - Chorégraphie : Josetxo Fuentes et Juan Luis Unzurrunzaga
  - Musique : Baga Biga Higa (Mikel Laboa)
- Ipuina
  - Music: Euskal pizkundea (Benito Lertxundi)
- Maite
  - Chorégraphie : Josetxo Fuentes
  - Musique : Pablo Sorozábal
  - Représente la rivalité entre deux groupes de danseuses, chacun montrant leur capacité à exécuter une danse.
- Oleskari Zaharra
  - Chorégraphie : Josetxo Fuentes
  - Musique : José de Olaizola
  - Composé pour l'opéra Oleskari Zarra.
- Salazar
  - Chorégraphie : Josetxo Fuentes
  - Basée sur les danses tradidionnelles de la Vallée de Salazar en Navarre.
- Sorginak
- Txanton Piperri
- Urketariak
  - Chorégraphie : Josetxo Fuentes
  - Musique : Sergio Garzes
  - Composé en hommage aux hommes, et en particulier aux femmes, qui allaient chercher de l'eau aux fontaines situées à côté des canons de la vieille ville de Saint-Sébastien.
- Zortzikoa

## Festivals
La compagnie de danse, avec d'autres groupes de Saint-Sébastien, organise le festival de danse Lauarin dans la ville à la fin de juin chaque année.

## Mascarade des Jardiniers
La Mascarade des Jardiniers est la plus ancienne du carnaval de Saint-Sébastien; elle a défilé pour la première fois le 29 janvier 1818. Après une longue période où aucun groupe local ne représentait pas la Mascarade, Eskola l'a récupéré en 1999. Depuis alors, Eskola représente la Mascarade des Jardiniers au carnaval de Saint-Sebastien, ainsi que dans d'autres festivités.

## Tamborrada
Koruko Ama Birjinaren Eskola a une compagnie qui défile dans la Tamborrada de Saint-Sébastien depuis 2012. Les danseurs et choristes actuels et anciens participent à la compagnie, étant le nombre total de membres d'environ 145, dont 100 tonneaux et 45 tambours. Pendant la journée de Saint-Sébastien (20 janvier), la compagnie défilé entre 17 heures et 21 heures le long de rues : Aldapeta - Easo - Zubieta - Marina - San Martin - Urbieta - Larramendi - Errege Katolikoak - Mitxelena - Urdaneta - Hondarribia - San Martin - Getaria - Mondragon - Hondarribia - Askatasunaren Etorbidea - Urbieta - San Bartolome - Aldapeta. La compagnie s'arrête à plusieurs endroits pendant la marche pour jouer la marche de Saint-Sébastien composée par Raimundo Sarriegui.